# Enid Blyton
Enid Mary Blyton (East Dulwich, 11 agosto 1897 – Hampstead, 28 novembre 1968) è stata una scrittrice britannica, autrice di romanzi per varie fasce di età, famosa soprattutto per la sua produzione nel campo della letteratura per ragazzi. 
Popolare e prolifica, una delle più vendute di tutti i tempi, con un totale di quasi 400 milioni di copie, è stata tradotta in oltre 90 lingue e ha prodotto circa 800 libri in 40 anni. Nelle sue opere letterarie per ragazzi i protagonisti indiscussi sono i bambini, che vivono avventure di ogni sorta all'insaputa degli adulti; vi sono spesso personaggi ricorrenti da un'opera all'altra e ritroviamo i piccoli protagonisti coinvolti in avventure che occupano più di un libro.

## Biografia
Primogenita di tre figli, con due fratelli più piccoli, nasce presso Beckenham da Thomas Blyton e Theresa Harrison. Aveva un rapporto strettissimo con il padre, a cui non perdonò il "tradimento" di abbandonare la famiglia per andare a vivere con un'altra donna, lasciandola con una madre con cui non andava d'accordo. A questo fatto viene spesso attribuita l'origine di quell'immaturità che non l'abbandonerà mai del tutto. Dal 1907 al 1915 ha frequentato la Scuola di San Cristoforo per sole donne. Si dimostrò molto portata anche per la musica, ma abbandonò gli studi di pianoforte per lavorare come insegnante. Iniziò a scrivere molto presto, pubblicando il suo primo libro all'età di 25 anni. Sposò Hugh Alexander Pollock, che si occupò di pubblicare alcuni dei suoi libri e da cui ebbe due figlie. Quando la famiglia cominciò ad avere problemi economici la donna abbandonò il marito per iniziare una relazione con un chirurgo londinese, arrivando persino a ricattare il marito incolpandolo completamente del loro fallimento come famiglia e costringendolo ad accollarsi l'accusa di infedeltà della quale in realtà si era macchiata lei, ma che non poteva rendere pubblica per paura di rovinare la sua immagine. Dopo il divorzio sposò il chirurgo Kenneth Fraser Darrell Waters, con il quale ebbe un matrimonio felice e non rovinato da quell'adulterio che aveva compiuto. L'ex marito si diede all'alcolismo, poi si risposò. Enid Blyton sviluppò la malattia d'Alzheimer dopo la morte del marito nel 1967 e morì l'anno successivo.
Dall'autobiografia della figlia minore la donna emerge come una figura autoritaria, severa e priva di qualsiasi istinto materno, portata spesso a ignorare i problemi come se non esistessero nella speranza di poter farli ricadere sulle spalle degli altri. La figlia maggiore è invece meno severa con la madre, alla quale riconosce comunque un certo infantilismo, ma anche dei ricordi positivi di un'infanzia felice.
Una placca commemorativa è stata posta dove sorgeva la sua casa in Hook Road a Chessington dove visse per alcuni anni.
Le sue opere più famose sono le avventure di Noddy (rivolte ad un pubblico prescolare, con le quali inizia a sfruttare i libri come traino per prodotti per l'infanzia come spazzolini da denti e cereali per la colazione), Il Club dei Sette e La Banda dei Cinque.
Da quest'ultimo sono stati tratti molti prodotti televisivi, tra cui il telefilm La banda dei cinque trasmesso negli anni settanta, con la canzone d'apertura cantata da Elisabetta Viviani, e il cartone animato The Famous Five (titolo originale della serie), che riprende in chiave moderna le loro avventure.
L'autrice si è dimostrata prolifica anche nella produzione di racconti brevi e avventure a puntate che venivano pubblicate su quotidiani e seguite da un pubblico numerosissimo.

## Produzione letteraria
A parte l'inizio della sua produzione, in cui l'autrice si propone più in veste di pedagogista che non di autrice, gli anni quaranta-cinquanta sono quelli in cui vengono pubblicati i romanzi delle sue serie più famose e i romanzi fantasy. Scrive anche opere di altro genere: poesie, fiabe, storie di animali e album illustrati.
Come si spiega dunque questo successo spropositato che ha fatto di Enid Blyton un fenomeno sociologico, nonché l'antenata della moderna J. K. Rowling? I critici hanno offerto varie spiegazioni che si possono riassumere nel fatto che l'autrice si rivolga esclusivamente ad un destinatario infantile, senza alcuna pretesa di artisticità. Ecco perché gli adulti, che trovavano interessanti precedenti opere per ragazzi di altre autrici, sia per l'originalità delle situazioni, sia per la sapiente caratterizzazione dei personaggi, si ritrovano frustrati nella lettura di un qualsiasi volume della Blyton a causa dell'estrema semplificazione del linguaggio e della stereotipizzazione dei personaggi. In fin dei conti le sue opere sono calibrate attentamente per essere adatte all'età dei ragazzini che le leggono: utilizzano un vocabolario in genere limitato e comprensibile, danno maggiore importanza ai dialoghi e all'azione piuttosto che alle descrizioni e le trame finiscono per essere ripetitive, perché descrivono sempre le avventure di intrepidi ragazzini in cui i giovani lettori possono tranquillamente immedesimarsi. L'happy ending è trionfale ed inevitabile, ci si arriva dopo una buona dose di suspense che cattura il lettore e ne rafforza l'ego: questo appare chiaro anche nella rappresentazione degli adulti che nelle storie di avventura sono generalmente poco presenti, incapaci e spesso inaffidabili.
Sebbene le ambientazioni non siano immediatamente identificabili, i paesaggi e le situazioni sono indiscutibilmente inglesi e contemporanei all'autrice: ad esempio in Five on a Treasure Island la protagonista si dà da fare per evitare l'invasione della sua isola da parte dei "cattivi", nello stesso periodo in cui Churchill si adoperava per scongiurare l'invasione nazista nelle isole britanniche. Analogamente negli episodi degli anni cinquanta, quelli della Guerra Fredda, compaiono molte spie e i ragazzini delle serie di avventure si trovano spesso a dover smascherare dei traditori della patria.
Oltre ai romanzi di avventura, imbevuti della moralità a volte ristretta e dei pregiudizi piccolo-borghesi del dopoguerra (l'autrice è stata anche accusata di razzismo e xenofobia per alcuni riferimenti troppo severi nei confronti di persone nere o straniere) Enid Blyton può essere considerata pioniera del genere che ha fatto di J.K.Rowling una delle donne più ricche dell'Inghilterra: la school story con una punta di fantastico che ispirerà le autrici successive fino alla creatrice di Harry Potter.

## Controversie e critiche
Nonostante il suo indiscutibile successo, Enid Blyton è stata spesso oggetto di critiche e censure. Alcuni dei suoi romanzi sono stati definiti sessisti a causa della forte distinzione fra maschi e femmine, in cui queste ultime appaiono meno affidabili per via della loro emotività. Altri contenuti sono stati attaccati dalla critica odierna perché considerati improponibili ad un pubblico di bambini di oggi, essendo basati sull'equazione "nero=brutto" e su un'impronta xenofoba che attribuisce le caratteristiche di superficialità, malizia e disubbidienza a personaggi invariabilmente francesi o americani. Altre critiche recenti hanno analizzato in modo più sofisticato e meno rigido le sue opere, individuando ad esempio nella serie di Noddy una risposta europea al monopolio Disney 

## Opere

### La Banda dei Cinque
Anche pubblicati nelle collane chiamate "I cinque sbarazzini" e "The famous five". In Italia sono stati pubblicati soltanto i 15 primi titoli della collana inglese. La collana ha cominciato a essere pubblicata di nuovo alla fine del 2017 dalla casa editrice Mondadori.
- Avventura nell'isola (Five on a treasure island, 1942); (nuovo titolo italiano nel 2017 : Sull'isola del tesoro).
- Il passaggio segreto (Five go adventuring again, 1943), (anche pubblicato come: I cinque attraverso i muri); (nuovo titolo italiano nel 2018 : La mappa segreta).
- La fuga nella notte (Five run away together, 1944), (anche pubblicato come: I cinque fuggono insieme); (nuovo titolo italiano nel 2018 : La grotta nascosta).
- La cima dei contrabbandieri (Five go to Smuggler's Top, 1945), (anche pubblicato come: I cinque nella palude contesa); (nuovo titolo italiano nel 2018 : Il passaggio segreto).
- La caverna misteriosa (Five go off in a caravan, 1946); (nuovo titolo italiano nel 2018 : Il circo misterioso).
- Mistero sull'isola (Five on Kirrin island again, 1947), (anche pubblicato come: I cinque all'isola di Kirrin); (nuovo titolo italiano nel 2019 : Ritorno sull'isola).
- Nella galleria murata (Five go off to camp, 1948), (anche pubblicato come: Il treno fantasma); (nuovo titolo italiano nel 2019 : Avventura in campeggio).
- Nel nido del gufo (Five get into trouble, 1949); (nuovo titolo italiano nel 2019 : Il ragazzo rapito).
- Il castello sulla scogliera (Five fall into adventure, 1950), (anche pubblicato come: I cinque a caccia delle carte rubate); (nuovo titolo italiano nel 2019 : Mistero in spiaggia).
- Il tesoro nel lago (Five on a hike together, 1951); (nuovo titolo italiano nel 2019 : Il messaggio in codice).
- Una faccia nel buio (Five have a wonderful time, 1952), (anche pubblicato come: I cinque si divertono un mondo);  (nuovo titolo italiano nel 2020 : Il mistero del castello).
- La via dei pirati (Five go down to the sea, 1953);  (nuovo titolo italiano nel 2020 : Il faro fantasma).
- Perduti nella nebbia (Five go to mystery moor, 1954);  (nuovo titolo italiano nel 2021 : Avventura a cavallo).
- Una divertente avventura (Five have plenty of fun, 1955), (anche pubblicato come: I cinque partono all'attacco)
- La casa dei fantasmi (Five on a secret trail, 1956), (anche pubblicato come: I cinque tra i fantasmi)

Non sono stati pubblicati in Italia i sei ultimi titoli della collana: Five go to Billycock Hill, 1957; Five get into a fix, 1958; Five on Finniston Farm, 1960; Five go to Demon's Rocks, 1961; Five have a mystery to solve, 1962 e Five are together again, 1963.

#### I fantastici Cinque - Gioca l'avventura
La casa editrice Mursia ha pubblicato alla fine degli anni ottanta dei Libri-gioco ispirati ai best seller di Enid Blyton.
- La torre dei naufragi (The Wreckers' Tower Game, 1988), basato sul libro Five go down to the sea.
- La ferrovia dei fantasmi (The Haunted Railway Game, 1988), basato sul libro Five go off to camp.
- L'isola del mistero (The Whispering Island Game, 1988), basato sul libro Five have a mystery to solve.
- Il lago misterioso (The Sinister Lake Game, 1988), basato sul libro Five on a hike together.
- Il faro del tesoro (The Wailing Lighthouse Game , 1988), basato sul libro Five go to Demon's Rocks.
- L'aeroporto segreto (The Secret Airfield Game  , 1988), basato sul libro Five go to Billycock Hill.
- La montagna del drago (The Shuddering Mountain Game , 1989), basato sul libro Five get into a fix.
- Lo scienziato scomparso (The Missing Scientist Game , 1989), basato sul libro Five have a wonderful time.
- Caccia al tesoro (Search for Treasure!  , 1989), basato sul libro Five on a treasure island.
- Una nuova avventura (Find Adventure! , 1989), basato sul libro Five go adventuring again.
- La bimba rapita (Run Away! , 1990), basato sul libro Five run away together.
- La rocca del naufrago (Search for Smugglers!  , 1990), basato sul libro Five go to Smuggler's Top.
- Prigionieri del labirinto (Take Off! , 1991), basato sul libro Five go off in a caravan.
- Mistero sull'isola di Kirrin (Underground! , 1993), basato sul libro Five on Kirrin island again.

### Il Club dei Sette
In Italia sono stati pubblicati i 15 titoli della collana:
- I pupazzi di neve (The Secret Seven, 1949), (anche pubblicato come: Il club segreto dei Sette)
- La gabbia dei leoni (Secret Seven adventure, 1950), (anche pubblicato come: L'avventura del Club dei Sette)
- La capanna sull'albero (Well done, Secret Seven, 1951), (anche pubblicato come: Ben fatto, Club dei Sette)
- Colpo grosso allo scalo (Secret Seven on the trail, 1952), (anche pubblicato come: Il club dei sette sulla pista)
- La botola misteriosa (Go ahead, Secret Seven, 1953), (anche pubblicato come: Avanti, Club dei Sette)
- La spia fantoccio (Good work, Secret Seven, 1954), (anche pubblicato come: Buon lavoro, Club dei Sette)
- La grotta del mistero (Secret Seven win through, 1955), (anche pubblicato come: Un'altra vittoria del Club dei sette)
- L'ombra sul balcone (Three cheers, Secret Seven, 1956), (anche pubblicato come: Tre urrà per il Club dei Sette)
- Il garzone di stalla (Secret Seven Mystery, 1957), (anche pubblicato come: Il mistero del Club dei Sette)
- Il violino rubato (Puzzle for the Secret Seven, 1958), (anche pubblicato come: Un enigma per il Club dei Sette)
- La notte dei fuochi (Secret Seven Fireworks, 1959), (anche pubblicato come: I fuochi artificiali del Club dei Sette)
- Il castello delle cornacchie (Good old Secret Seven, 1960), (anche pubblicato come: Quel simpatico Club dei Sette)
- Il ladro con gli stivali (Shock for the Secret Seven, 1961), (anche pubblicato come: Un colpo per il Club dei Sette)
- Prigionieri nel bosco (Look out, Secret Seven, 1962) (anche pubblicato come: Attento, Club dei Sette)
- Il Club dei Sette si diverte (Fun for the Secret Seven, 1963)

### Mistero
Soltanto i due primi libri dei 15 della collana sono stati pubblicati negli anni 60 in Italia dalle Edizioni Paoline. 
- Il mistero della casa bruciata (The Mystery of the Burn Cottage, 1943)
- Il mistero del gatto siamese (The Mystery of the Disappearing Cat, 1944)

### Avventura
Cinque libri dei 8 della collana sono stati pubblicati in Italia negli anni 60: Quattro dalla casa editrice Bompiani (i quattro primi) e uno dalle edizioni Paravia (l'ultimo). 
- L'isola dell'avventura (The Island of Adventure, 1944)
- Il castello dell'avventura (The Castle of Adventure, 1946)
- Il mare dell'avventura (The Sea of Adventure, 1948)
- La nave dell'avventura (The Ship of Adventure, 1950)
- Il fiume dell'avventura (The River of Adventure, 1955)

### Noddy
- Noddy Goes to Toyland (1949) illustratore Beek edizione italiana Noddy nella città dei balocchi editrice Mursia ISBN 9788842508175
- Hurrah for Little Noddy (1950) editrice Mursia ISBN 9788842508212
- Noddy and His Car (1951) Noddy e la sua auto editore Mursia ISBN 9788842508199
- Here Comes Noddy Again! (1951) Noddy ritorna editore Mursia ISBN 9788842508205
- Well Done Noddy! (1952)
- Noddy Goes to School (1952) Noddy va a scuola editore Mursia ISBN 9788842508229
- Noddy at the Seaside (1953)
- Noddy Gets into Trouble (1954)
- Noddy and the Magic Rubber (1954)
- You Funny Little Noddy (1955)
- Noddy Meets Father Christmas (1955)
- Noddy and Tessie Bear (1956)
- Be Brave, Little Noddy! (1956)
- Noddy and the Bumpy-Dog (1957)
- Do Look Out, Noddy (1957)
- You're a Good Friend, Noddy (1958)
- Noddy Has an Adventure (1958)
- Noddy Goes to Sea (1959)
- Noddy and the Bunkey (1959)
- Cheer Up, Little Noddy! (1960)
- Noddy Goes to the Fair (1960)
- Mr. Plod and Little Noddy (1961)
- Noddy and the Tootles (1962)
- Noddy and the Aeroplane (1963)

### The Magic Faraway Tree
- The Enchanted Wood
- The Magic Faraway Tree
- The Folk of the Faraway Tree
- Up the Faraway Tree